# Câineni
Câineni es una comuna ubicada en el distrito Vâlcea, Rumania.

## Superficie
Posee una superficie de 254,8 kilómetros cuadrados.

## Demografía
Hasta 2021 la población era de 2484 habitantes, con una densidad de población de 9,750 habitantes por kilómetro cuadrado.